# Black Rebel Motorcycle Club (album)
Black Rebel Motorcycle Club è il primo album in studio registrato dalla band Black Rebel Motorcycle Club, pubblicato il 3 aprile 2001.

## Tracce
1. Love Burns
2. Red Eyes and Tears
3. Whatever Happened to My Rock 'N Roll (Punk Song)
4. Awake
5. White Palms
6. As Sure as the Sun
7. Rifles
8. Too Real
9. Spread Your Love
10. Head up High
11. Salvation
12. Screaming Gun (traccia bonus nella versione giapponese)
13. At My Door (traccia bonus nella versione giapponese)
14. Down Here (traccia bonus nella versione giapponese)